# Hugh Kelly
Hugh Kelly, né à Killarney dans le Comté de Kerry en 1739 et mort à Londres le 3 février 1777, est un poète et dramaturge irlandais.
Peu après son arrivée à Londres en 1760 pour travailler comme corsetier, il devint bientôt écrivain et gagna sa vie comme journaliste, notamment au Public Ledger. Son œuvre dramatique s'inscrit dans le courant sentimentaliste de l'époque.

## Œuvres
- A Word to the Wise
- The School for Wives
- The False Delicacy

Traductions en français
- La Fausse Délicatesse, comédie en 5 actes, traduction de Benoît-Joseph Marsollier des Vivetières, 1768
- Les Égarements réparés, ou Histoire de miss Louise Mildmay, 1773
- L'Amour anglais, comédie en 3 actes, en prose, Paris, Théâtre du Palais-Royal, 9 juillet 1788